# Trycherus elongatus
Trycherus elongatus is een keversoort uit de familie zwamkevers (Endomychidae). De wetenschappelijke naam van de soort werd in 1936 gepubliceerd door Maurice Pic.